# Euphorbe d'Irlande
Euphorbia hyberna
Espèce
Classification phylogénétique
L'Euphorbe d'Irlande (Euphorbia hyberna) est une espèce de plantes à fleurs de la famille des Euphorbiacées. C'est une plante herbacée que l'on trouve en Europe.

## Caractéristiques
Organes reproducteurs
- Couleur dominante des fleurs : jaune
- Période de floraison : mai-juillet
- Inflorescence : cyathe
- Sexualité : monoïque
- Pollinisation : entomogame

Graine
- Fruit : capsule
- Dissémination : myrmécochore

## Habitat
Elle est présente dans les bois et les pâturages de montagne. Son habitat type est constitué par les ourlets basophiles médioeuropéens, xérophiles.

## Répartition
L'Euphorbe d'Irlande se rencontre en Irlande, en Angleterre, en Espagne (monts Cantabriques) et en France où elle est présente dans les Pyrénées, l'ouest du Massif central, les Alpes maritimes et sporadiquement dans l'ouest (Vendée). Elle est présente dans le massif de la Sainte-Baume dans le Var dans la commune du plan d'Aups, dans la hêtraie d'ubac du vallon de la Brasque entre 800 et 900 m d'altitude.